# Reacció de Corey-Fuchs
La reacció de Corey-Fuchs és una reacció de formació d'un alquí a partir d'un aldehid.